# Мосін Олександр Федорович
Олександр Федорович Мосін (рос. Александр Фёдорович Мосин; нар. 8 січня 1952, Савіно, Івановська область, РРФСР) — радянський російський футболіст, воротар.

## Життєпис
Вихованець групи підготовки вологодського «Динамо».
У 19 років потрапив до дублюючого складу московського «Динамо». За нього Мосін виступав протягом 4 років. З 1975 по 1977 років воротар грав у мінському «Динамо». За нього провів 18 матчів. У Вищій лізі Мосін зіграв за мінчан 3 матчі, в яких пропустив 4 м'ячі.
Надалі, грав за ряд команд Другої ліги СРСР: «Зеніт» (Іжевськ), «Сатурн» (Рибінськ), «Поділля» (Хмельницький).
Останнім клубом у кар'єрі Олександра Мосіна був красногорський «Зоркий». За нього грав протягом 8 років. Всього за цю команду в першостях країни воротар провів 181 матчів. З них 3 матчі відіграв як польовий гравець.